# Smyslová soustava ptáků
Mezi smyslovými orgány ptáků dominuje zrakové a sluchové čidlo, avšak dobře jsou vyvinuty i další receptory. Byla u nich zjištěna Herbstova a Grandryho tělíska, Merkelovy buňky, Vater-Paciniho tělíska a řada dalších specializovaných mechanoreceptorů, které reagují na tlak, bolest, teplotu a registrují i vibrace za letu. Smyslová tělíska jsou soustředěna zvláště na zobáku a v zobáku, na jazyku a v oblasti patra (u zrnožravých ptáků), u báze krycích per, mezi svaly křídla, v některých kloubech aj. Na rozdíl od hmatových jsou chuťové receptory u ptáků vyvinuty poměrně slabě. Chuťové pupeny byly zjištěny v zadní části patra, při kořeni jazyka a na dně dutiny zobáku. U kura domácího a kanára bylo prokázáno rozlišení slanosti a kyselosti; rozlišení hořkosti a slanosti nebylo již tak průkazné. Rovněž čichový orgán nedosahuje té dokonalosti jako u savců. Významnou úlohu hraje pouze u kiviho, dobře je vyvinut u kondorů, kachen a některých pěvců. U některých mořských ptáků ústí do nosních dutin vývod žlázy, která vylučuje nadbytek soli přijatý s potravou.

## Sluch
Stavba vnitřního ucha ptáků je téměř shodná se savci. Sluchové ústrojí se liší tím, že cochlea je jen prohnutá, nikoliv stočená v závity. Ve středním uchu je jako u plazů jen jediná sluchová kůstka (columella), jež působí vyklenutí bubínku směrem ven. Vnější ucho sestává z krátkého zevního zvukovodu, při jehož ústí na povrchu hlavy bývá kožní val se zvednutými pírky. Ptáci mají velmi dokonale vyvinutý sluch - slyší v širokém rozmezí až po ultrazvuky, přičemž nejvyšší citlivost mají zpravidla mezi 1000-3000 Hz. Vzhledem k velké pohyblivosti ptáků a rozvoji letu je rozvinuto i pohybově rovnovážné ústrojí.

## Zrak
Oči ptáků jsou velké a čočkovitého až kuželovitého (sovy) tvaru, proto jsou málo pohyblivé. Zevně jsou chráněny třemi víčky. Vnitřní mžurka se přetahuje z vnitřního koutku šikmo dolů k vnějšímu koutku. Často je průhledná a ptáci ji za letu nebo při potápění přetahují přes rohovku. Ze dvou vnějších víček bývá větší dolní, jímž také ptáci zpravidla mrkají. Rohovka je silně vyklenuta, dozadu přechází v neprůhlednou bělimu. Čočka je velká a téměř kulovitá.
Akomodace oka se děje změnou tvaru čočky působením ciliárního svalu a změnou vzdálenosti mezi čočkou a sítnicí, kterou řídí okružní svaly kolem bělimy (rozsah změn se u ptáků pohybuje v rozmezí od 2 až do 50 dioptrií, podle způsobu života). Duhovka má na rozdíl od ostatních obratlovců příčně pruhovaná svalová vlákna, takže velikost zorničky se mění rychleji. Zvláštností ptačí cévnatky je výrůstek zvaný vějiřek nebo hřebínek (pecten), který začíná poblíž vstupu zrakového nervu a ční do prostoru vyplněného sklivcem. Hlavní jeho funkcí je výživa sítnice. Předpokládá se také, že kromě toho může zvyšovat ostrost vidění vrháním stínu na pozadí oční koule, případně ovlivňovat množství vody ve sklivci a tím napomáhat akomodaci oka. V sítnici je mimořádná koncentrace zrakových buněk - až 1 milion na mm2. V sítnici jsou tyčinky (reagující na změnu intenzity světla) a čípky (umožňující barevné vidění a skladbu obrazu). V čípcích jsou také olejovité kapénky s různými pigmenty, které mají funkci filtru (např. vidění v mlze).
Bystrost vidění je u ptáků značná. Kromě toho, že dovedou zachytit i nejmenší intenzitu světla (sovy), mají oči ptáků i velké zorné pole (až 300°), vidí binokulárně a na velké dálky. Řada druhů vidí barevně, přičemž se předpokládá, že barevné vidění ptáků je vůbec nejdokonalejší ze všech obratlovců. Mají také schopnost vnímat větší část světelného spektra než například lidé, například vidí i v oboru ultrafialového záření.